# Econo Live
Econo Live è un EP del gruppo skate punk Face to Face pubblicato nel 1996 dalla Lady Luck Records.

## Tracce

### Parte 1
1. It's Not Over
2. Put You In Your Place
3. Nothing New

### Parte 2
1. I'm Trying
2. Handout
3. Pastel

## Formazione
- Trever Keith - voce - chitarra
- Chad Yaro - chitarra
- Scott Shiflett - basso
- Rob Kurth - batteria